# Graafstroom

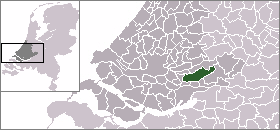
Lägeskarta

Graafstroom är en historisk kommun i provinsen Zuid-Holland i Nederländerna. Kommunens totala area är 69,32 km² (där 2,21 km² är vatten) och invånarantalet är på 9 697 invånare (2004).